# 鄭禮謙
鄭禮謙（？年—？年），字益侯，福建省福州府侯官縣人，宣統三年進士。

## 生平
- 光緒三十三年（1907年）春，入學北洋大學堂工科土木工學門乙班生[2]，宣統二年畢業。
- 宣統三年三月，學部會考北洋大學堂畢業學生，得68.86分，列中等[3]。
- 宣統三年四月，賞給進士出身，以主事分部儘先補用[4]。
- 宣統三年，分郵傳部主事補用[5]。
- 其後生平鮮見於記載，惟見《冒鶴亭先生年譜》載1954年4月，其與于去疾、郭岷源（郭養剛）、劉文卿假上海“喜樂意”聚餐，為冒鶴亭祝壽[6]